# Квемо Шарахеві
Квемо Шарахеві (груз. ქვემო შარახევი) — село в Грузії.
За даними перепису населення 2014 року в селі проживає 19 осіб.